# Secret Team 355
Secret Team 355 (The 355) è un film del 2022 diretto da Simon Kinberg.

## Trama
In una località a 150 miglia a sud di Bogotá, in Colombia, un signore della droga presenta alla mente criminale Elijah Clarke uno speciale programma di decrittazione in grado di accedere a qualsiasi sistema digitale sulla Terra. Clarke fa il doppio gioco e lo uccide proprio mentre le autorità fanno irruzione nella villa. In mezzo al caos, l'agente DNI colombiano Luis Rojas ottiene il dispositivo. L'agente della CIA Mason "Mace" Brown viene incaricata di acquistare l'unità da Rojas. Si dirige a Parigi con il partner di lunga data Nick Fowler, con il quale ha anche una relazione. L'accordo va a rotoli quando l'agente tedesco della BND Marie Schmidt ruba la borsa con i soldi. Mace insegue Marie, che scappa attraverso la metropolitana mentre Nick si confronta in un vicolo con Clarke.
Al quartier generale della CIA, Mace viene a sapere che Nick è stato trovato morto nel vicolo. Il suo superiore, Larry Marks, le dà l'autorizzazione per recuperare l'unità con qualsiasi mezzo. Mace si reca a Londra per reclutare un'amica di lunga data, l'agente in pensione dell'MI6 britannica Khadijah Adiyeme. Rojas fa in modo di consegnare la chiavetta a Graciela Rivera, una psicologa del DNI senza esperienza sul campo. Marie viene spinta a seguire la guida dal suo capo, Jonas Muller, che spiega come il padre di Marie fosse un agente senior del BND a cui lei si è rivolta personalmente dopo aver scoperto che era una talpa russa.
Mace e Khadijah rintracciano Luis e Graciela in un mercato solo per l'agente DNI che supervisiona il trasferimento in modo da uccidere Luis; prima di morire, dà a Graciela un telefono che solo lei può aprire e che tiene traccia della posizione della chiavetta. Sia Mace che Marie inseguono il ladro, che scappa. Marie porta Graciela in una casa sicura con l'arrivo di Mace e Khadijah. Khadijah sottolinea che tutti vogliono la stessa cosa e sarebbe meglio lavorare insieme. I quattro seguono il ladro in Marocco, catturandolo e facendo fuori i mercenari rivali prima di consegnare la chiavetta a Marks. Mentre si festeggia davanti a un drink, arrivano notizie di aerei che si schiantano e città colpite da enormi interruzioni di corrente a indicare che il programma è nelle mani dei terroristi. Tornano al rifugio per trovare Marks morto. Dopo essere fuggite da una squadra d'assalto della CIA, le donne si rendono conto di essere state incastrate per la morte di Marks e il furto del dispositivo.
Sotto interrogatorio, il ladro rivela che i recenti incidenti fanno tutti parte di una "dimostrazione" per potenziali acquirenti ad un'asta illegale a Shanghai. Il gruppo si infiltra nell'asta in cui Mace è scioccata nello scoprire che non solo Nick è vivo, ma è segretamente la talpa di Clarke nella CIA. Il gruppo non riesce a impedirgli di ottenere il dispositivo, ma una misteriosa donna cinese li aiuta a sfuggire all'asta. Si identifica come Lin Mi Sheng e spiega che l'unità è stata utilizzata come esca per consentire alla sua agenzia di identificare i criminali presenti. Dice anche a Mace che Marks era sul libro paga di Clarke e che ha preso il dispositivo da Nick durante la loro fuga.
Nick viene picchiato dagli uomini di Clarke per aver portato un dispositivo esca. Quindi cattura il gruppo, rivelando che Clarke ha Muller, il fidanzato di Khadijah, Ahmed, e la famiglia di Graciela come ostaggi. Nick giustizia l'anziano padre di Lin davanti al gruppo, mentre Muller e Ahmed vengono giustiziati davanti alla telecamera. Lin accetta di viaggiare con Clarke e consegnare personalmente l'unità per risparmiare la famiglia di Graciela. Le altre donne superano il loro dolore per rendersi conto che Lin sta trasmettendo la sua posizione attraverso una telecamera con gli occhiali. Armandosi, salvano Lin, sparano a Nick e distruggono l'unità prima di essere arrestate.
Due mesi dopo, Nick, ora promosso a un grado superiore nella CIA per aver ucciso Clarke, torna a casa e trova Mace e il gruppo che lo aspettano dopo essere fuggiti dalla custodia. Nick sviene per una droga nel suo drink e gli viene detto che pagherà per i suoi crimini trascorrendo il resto della sua vita in una prigione straniera. Le donne prendono strade separate ma sospettano che in qualche modo si riuniranno per combattere la corruzione delle loro varie agenzie.

## Produzione
Le riprese del film sono iniziate nel luglio 2019 e si sono svolte tra Parigi, Marocco e Londra. Delle riprese aggiuntive sono state effettuate nel luglio 2020 a Londra, durante la pandemia di COVID-19.

## Promozione
Il primo trailer del film è stato diffuso il 5 ottobre 2020.

## Distribuzione
La pellicola, inizialmente fissata al 15 gennaio 2021, è stata rinviata a causa della pandemia di COVID-19 e distribuita nelle sale cinematografiche statunitensi a partire dal 14 gennaio 2022 e dopo quarantacinque giorni su Peacock TV. In Italia arriva nelle sale dal 12 maggio 2022.